# Kovács Martina
Kovács Martina (1976. augusztus 11. –) magyar színésznő.

## Életpályája
1976-ban született. 1990–1994 között a Pécsi Művészeti Szakközépiskolában tanult. 1994–1995 között a Rotterdami Táncakadémia tanulója volt. 1995–1997 között a kecskeméti Katona József Színházban dolgozott. 1997–2001 között a Színház- és Filmművészeti Főiskola hallgatója volt. 2001–2002 között a szolnoki Szigligeti Színház tagja volt. 2003-tól szabadúszó.

## Filmes és televíziós szerepei
- Randevú (2006)
- Szezon (2004)
- Limonádé (2002–2003)
- I love Budapest (2001)
- Nincsen nekem vágyam semmi (2000)